# 피치 퍼펙트: 범퍼 인 베를린
《피치 퍼펙트: 범퍼 인 베를린》(영어: Pitch Perfect: Bumper in Berlin)은 피콕에서 2022년 11월 공개된 미국의 음악 코미디 드라마이다. 영화 《피치 퍼펙트》 시리즈의 스핀오프 작품이다.